# Portugalci
Portugalci su romanski narod sa zapadne obale Iberskog poluotoka u područjima južno od Galicije. Portugalcima su jezgro dali romanizirani Luzitanci, slično kao i njihovim istočnim susjedima Estremadurcima u Španjolskoj. Nakon otkrića Amerike veliki dio Portugalaca naselio se na području Brazila. Etničkih Portugalaca danas (2005.) ima 12,990.000 u 53 države, od čega u Portugalu 9,585.000 koji je iste godine imao 10,366.000 stanovnika i ukupno 36 raznih etničkih zajednica. Najviše Portugalaca van matice zemlje ima u: Francuska (754.000);  Brazil (750.000, ne računajući Brazilce koji govore portugalski); SAD (370.000); Kanada (275.000); Venezuela (100.000); Luksemburg (92.000); Švicarska (90.000); Njemačka (78.000); Angola (67.000); Belgija (63.000); Španjolska (43.000) i Mozambik (31.000).

## Ime
Ime Portugal, po kojemu Portugalci nose svoje ime, složenica je koja dolazi iz latinske riječi portus (u značenju luka) i drugi dio vjerojatno po plemenu Callaeci ili Gallaeci koje je obitavalo u ovom kraju. Postoji mogućnost da ime dolazi i po ranom naselju Cale (današnja Gaia) s ušća rijeke Duero na atlantskoj obali (Portus Cale). Tijekom Srednjeg vijeka područje oko Calea postaje poznato preko Vizigota u Portucale. Portucale je mogao evoluirati u 7. i 8. stoljeću, da bi od 9.  postao 'Portugale', odnosno Portugal, a pod njim se podrazumijevalo područje između rijeka Duero i Minho. Minho će postati sjeverna granica s današnjom Španjolskom.

## Povijest

### Rana povijest
Pretke današnjih Portugalaca, srodnika Kastiljaca i Estremaduraca nalazimo u staroj Luzitaniji. Oni su svakako najsrodniji Estremadurcima jer potječu od romaniziranih Keltibera Luzitanaca (Os Lusitanos; nastalo od latinskog naziva za Portugal Lusitânia). Luzitanija je naseljena već u periodu paleolitika. Završetkom ovoga doba, oko 7000 pr. Kr., dolina rijeke Tejo naseljena je ribarskim i lovačkim plemenima što življaše na ušćima riječnih pritoka. Iza ovih ljudi na bunjištima su pronađeni ostaci kostiju volova, jelena, ovaca, konja, svinja, divljih pasa, jazavaca i mačaka. Tek negdje 3000 pr. Kr., narodi neolitika grade jednostavne nastambe i počinju se baviti agrarnim poslovima. Koriste se poliranim kamenim oruđem, keramikom, poznaju kult mrtvih i podižu funeralne spomenike – dolmene. Završetkom neolitika, oko 2000 pr. Kr. nailazimo na različitosti među stanovnicima kamenog doba, javila se megalitska kultura, a najpoznatija nalazišta su ona u Palmeli, Alcalaru i Reguengos de Monsarazu.
Današnji Portugal koji je naseljen najmanje 500.000 godina za prve poznate stanovnike ima neandertalca, a kasnije i Homo sapiensa. Preci Portugalaca Luzitanci pojavljuju se oko 1000. pr. Kr. U ranom 1. tisućljeću pr. Kr. nekoliko valova Kelta prodire u Portugal iz središnje Europe i miješa se s Iberima, pa se stvara stanovništvo poznato kao Keltiberi, podijeljenih po mnogim plemenima. Među ovima su i Luzitanci (Lusitanians), Gallaeci, Conii, Bracari, Celtici, Coelerni, Equaesi, Grovii, Interamici, Leuni, Luanqui, Limici, Narbasi, Nemetati, Paesuri, Quaquerni, Seurbi, Tamagani, Tapoli, Turduli, Turduli Veteres, Turdulorum Oppida, Turodi i Zoelae, svi oni zasigurno će sudjelovati u stvaranju Portugalaca, a neki od njih i sjevernih im susjeda Galjega.
Na portugalskom tlu postojalo je i nekoliko manjih polupermanentnih grčkih i kartažanskih postaja. Oko 200. pr. Kr. Rimljani dolaze na Iberski poluotok i tuku Kartažane u Punskim ratovima. Luzitanci pružaju žilav otpor rimskim legijama, a njihov vođa Viriato ((179. – 139. pr. Kr.) odnosi nekoliko pobjeda nad njima. Rimljani su lukavi i podmukli, a takvih ima i među Luzitancima. 139. pr. Kr. rimski general podmićuje tri Viriatova poručnika da ubiju svoga vođu, a oni to i učiniše za vrijeme dok je spavao.
Ubojstvom Viriata započinje nova povijest Luzitanije, romanizacija i početak nastajanja jednog novog naroda. Rim uspostavlja kolonijalni režim tijekom kojega Luzitanija prosperira. Utemeljuju se mnogi gradovi. Godine 27. pr. Kr. ona postaje i rimska provincija. Na sjeveru nastaje nova provincija Gallaecia (Galicija) s glavnim gradom Bracara, današnja Braga. Stari Gallaeci tako dadoše ime novoj provinciji i porijeklo Galjegima i dijelu sjevernih Portugalaca nakon odvajanja Španjolske od Galicije. U 5. stoljeću na poluotok prodiru Germani Suebi, vandali (Silingi i Hasdingi) i njihovi saveznici sarmatski Alani. Jedino je kraljevstvo Sueba dočekalo drugi val germanskih osvajača, Vizigota. Oni će osvojiti cijeli Iberski poluotok, otjerati, pa vjerojatno dijelom i integrirarti Vandale, prijatelje im Alane. Vizigoti će osvojiti i kraljevstvo Sueba i njihovog glavnog grada Bracare (584. – 585.)
Godine 711., islamski Mauri napadaju Iberski poluotok i uništavaju Vizigote. Dijelovi Vizigota povući će se u planine Asturije odakle će se pružiti otpor islamizaciji, a Pelayo započeti rekonkvistu. Grof Vímara Peres povratit će od maura područje između rijeke Minho i Duero. Ovaj čovjek, koji vjerojatno pripada precima suvremenih Galjega osnivač je prvog Portugala. Ta zemlja bit će prozvana imenom Portucale, a osnovat će i grad Vimaranis (današnji Guimarães), prozvavši ga po sebi, i on još svojim imenom čuva spomen na njega. Portugal je de facto bio nezavisan tijekom slabih leonskih kraljeva, dok je bio dependencija Kraljevstva Leon, i de jure to postaje 1065. kao Kraljevstvo Galicije i Portugala na čelu s Garciom II. (García II., 1065. do 1071.). Ovaj je pak sin od Ferdinanda I. Velikog, i ima još troje braće, među kojima je podijeljena zemlja. Alfonso IV. dobiva Leon, Sancho II. Kastilju, i najmlađi García II. Galiciju s dijelom Portugala. Godine 1072., pod njegovim bratom Alfonsom VI. Kastiljskim, ponovno će se udružiti s Leonom.

### Novija povijest - Nastanak Portugala
Godine 1095. Portugal se odvaja od Kraljevine Galicije, al još je uvijek pod Leonom kao i Kastilja. Koncem 11. stoljeća burgundski vitez Henry (Henrique de Borgonha) postaje grofom Portugala, zastupa njegove interese i ujedinjuje ga s grofovijom Coimbra. Između Kastilje i Leona za to vrijeme bijesni građanski rat a Henry proglašava nezavisnost. On ipak umire a nasljeđuje ga sin Afonso Henriques, koji je jak i odlučan čovjek, te će zaratit protiv svoje majke Tereze Leonske (Teresa de Leão) i njenog ljubavnika Fernando Perez de Trava, u bici na São Mamede (Batalha de São Mamede) i odnijeti pobjedu 24. dana u lipnju 1128. godine. Afonso se 1139. proglašava kraljem Portugala, a Sveta stolica to 1143. službeno i priznaje. Ovime Portugal postaje nezavisna država a Henrijev sin Afonso prvim kraljem. Guimarães, kod kojega se odvijala bitka na São Mamede postaje glavni grad novoosnovane države.
Od vremena 1249. pa do 1250. i jug Portugala, Algarve, konačno je oslobođen od Maura. Godine 1255. glavni grad postat će Lisboa (Lisabon). Godine 1373. dolazi do Anglo-portugalske alijanse, sporazuma s Engleskom koji je na snazi do danas, takozvana Aliança Luso-Britânica ili Anglo-Portuguese Alliance. Ribarstvo i pomorska trgovina postat će glavne aktivnosti Portugala, a i Engleske. 
Portugalci se tako kroz 15. i 16. stoljeće i okrenuše moru. Godine 1415. oni osvojiše bogati trgovački islamski centar Ceutu. João Gonçalves Zarco se 1419. iskrcao na otok Madeira, a između 1427. i 1431. istražili su Azorsko otočje.
Uslijedit će uskoro i otkrića drugih kontinenata i civilizacija, koja će na Portugal imati sličan utjecaj kao i na Španjolsku.

## Etnografija
Portugalci su očuvali mnoge svoje starine, ovo se osobito izraženo u izoliranijim planinskim predjelima i krajevima gdje se ljudi još bave stočarstvom. Narodnu odjeću možemo još vidjeti prilikom vjenčanja i drugih svetkovina u provinciji Minho na sjeverozapadu Portugala. Upravo istočno u Trás-os-Montes e Alto Douro pastiri su očuvali slamnate kabanice, a na jugu Portugala u Alenteju stočari (čuvari goveda) nose zelene i crvene kape na navlačenje i kratke samarra kaputiće s kragnom od lisičjeg krzna. 

### Kuhinja
Portugalska kuhinja često se brka sa španjolskom, no one su dosta različite. Na jugu u Algarveu pod maurskim je utjecajem, a i u drugim krajevima apsorbirane su kulinarske tradicije drugih naroda. Regionalni domaći proizvodi utječu na kuhinju Portugalca. Riba, meso, maslinovo ulje, iz Amerike pristigla rajčica, te mirodije uz juhe, i domaći kruh i sireve čine glavnu hranu. Područje Estremadure poznato je po morskoj hrani, njemu pripada i Lisabon kao i Cascais, udaljen oko 50 minuta vožnje od Lisabona, u kojega vrijedi doći zbog impresivne riblje tržnice, gdje su sve prodavačice starije žene. Za bacalhau, usoljeni bakalar, postoji čak 365 recepata. Brazil, kojega su Portugalci i osnovali, također ima svoga udjela na kulinarsku kulturu Portugalaca. Njihovog je porijekla peri-peri, začin iz Afrike prenesen je u Brazil, a njima začinjavaju kokošje meso i neke vrste rakove. Durry je došao iz Goe.
Portugal ima 12 imenovanih vinskih područja Denominacao de Origem Controlada s kvalitetnim vinima kontroliranog porijekla, viz.: Bairrada, Bucelas, Carcavelos, Dao, Duero, Lagoa, Lagos, Portimao, Setubal, Tavira i Vinho Verde. Najpoznatije portugalsko vino je 'porto' (Vinho do Porto), koje se smije uzgajati samo u 'região demarcada do Douro'. Postoji ga više jedinstvenih tipova, nepromjenjivog bogatog i intenzivnog bukea, to su Porto Branco, Porto Ruby i Porto Tawny.
Uz poznato jelo "Feijoada", služi se i salada de tomate poznata i kao "vinagrete" ili "molho vinagrete" (=vinagrete sos). "Feijoada" je nastala u Brazilu fuzijom europske (portugalske) i crnačke kulinarske prakse. Feijoadu, crni grah s komadićima mesa, Brazilci jedu tijekom cijele godine, svoj put ona je tako našla i do Portugala. U portugalskom Algarveu priređuje se kao Feijoada de Buzinas.

## Vanjske poveznice
- Portuguese History
- Contemporary Portuguese Culture  Arhivirana inačica izvorne stranice od 16. srpnja 2006. (Wayback Machine)